# Tadesse Mekonnen
Tadesse Mekonnen (nascido em 14 de julho de 1958) é um ex-ciclista etiopiano.
Competiu nos Jogos Olímpicos de 1980, realizados na cidade de Moscou, União Soviética, onde terminou em 23º no contrarrelógio por equipes (100 km).